# Special Blend
Special Blend è un album di El Presidente, pubblicato nel 2010.

## Tracce
1. Special Blend Intro
2. Fat mic check
3. Special Blend LP
4. V's Beat Sessions 1 (interlude)
5. So International
6. The Story of Mr Busalot (Trailer) feat. Mr Busalot
7. Introducing Funk Frank
8. Once Upon a Time in England & Italy
9. It's the Hip Hop..
10. Rawness
11. Nel paese dei furbi
12. Git with this feat. Willy Valanga
13. Matters of the Weed
14. Special Blend Outro
15. The Toker (Buzzin') feat. Cage Lu & Kensaye of 9Dots
16. Funk Prez Dubplate feat. Ardimann